# 彎石 (亞利桑那州)
彎石（英語：Round Rock）是位於美國亞利桑那州阿帕契縣的一個人口普查指定地區。根據2010年美國人口普查，該地人口為789人，而該地的面積約為37.16平方千米。

## 地理
彎石的座標為36°29′49″N 109°27′29″W / 36.49694°N 109.45806°W，而該地最高點為海拔高度1631米（即5350英尺）。